# Simona Levi
Pour les articles homonymes, voir Levi.
Simona Levi, née le 23 juillet 1966 à Turin en Italie, de nationalité espagnole et vivant à Barcelone (Espagne) depuis 1990, est une militante dans le domaine de la liberté d'expression et d'information, des droits numériques, de la libre circulation de la culture et des connaissances, de l'utilisation stratégique des outils numériques pour l'action collective, de la responsabilité institutionnelle, de la protection des lanceurs d'alerte et de la lutte contre la corruption et la désinformation. Elle a également participé à des mouvements de défense du droit au logement et à l'utilisation de l'espace public.
Elle est l'une des fondatrices de Xnet (en), du Forum de la culture libre (en), du mouvement anticorruption 15MpaRato et du Groupe de citoyens contre la corruption, tant au niveau catalan qu'espagnol.
Elle est la directrice académique du cours de troisième cycle en technopolitique et droits, proposé d'abord à l'université Pompeu Fabra et depuis 2020, à l'université de Barcelone.
En 2017, le magazine Rolling Stone a choisi Simona Levi, en tant que fondatrice de Xnet et pour son travail avec 15MpaRato, comme l'une des 25 personnes dans le monde qui façonnent l'avenir.

## Carrière artistique

### Années 1980 à 2000
Metteure en scène, actrice et danseuse de formation, Simona Levi a étudié les arts du spectacle à l'école Jacques Lecoq à Paris, où elle a travaillé comme programmatrice dans l'espace artistique squatté L’œil du Cyclone. Elle a commencé à tourner en tant qu'actrice avec plusieurs compagnies en 1982, avant de s'installer à Barcelone en 1990. En 1994, elle a créé Conservas dans le quartier du Raval de la ville. Il s'agit d'un lieu de promotion des arts de la scène locaux, innovants et indépendants, basé sur un paradigme d'autoproduction.
En 1999, elle a fondé Compañía Conservas et la même année, la compagnie a présenté sa première production scénique, Femina Ex Machina, mise en scène par Levi et Dominique Grandmougin. La pièce a reçu le prix spécial de la critique du FAD et le prix Aplaudiment, et a effectué une importante tournée de festivals et de théâtres en Europe (Espagne, France, Royaume-Uni, Suisse, Italie, Slovénie, Norvège, entre autres) pendant plus de deux ans.

### Années 2000 à 2010
En 2003, toujours avec Dominique Grandmougin, elle met en scène la deuxième production de la compagnie, 7 Dust, dont la première a eu lieu au Mercat de les Flors à Barcelone. La production a tourné dans plusieurs pays européens, dont l'Italie, la France, la Belgique, la Suisse, la Finlande, la Slovénie et la Pologne.
En 2007, avec Marc Sampere, elle a codirigé la troisième exposition de Compañia Conservas, Realidades Avanzadas, qui remettait en question la démocratie représentative et le concept de propriété. Cette œuvre est basée sur le modèle de l'open-source. À la fin du spectacle, les spectateurs pouvaient repartir avec un CD-ROM contenant les textes, les vidéos, la musique et les images utilisés dans le spectacle. L'idée de cette production est née d'une vidéo publiée sur YouTube en octobre 2006, qui dénonçait la spéculation immobilière et contenait des images enregistrées en caméra cachée dans la cellule anti-harcèlement de la mairie de Barcelone. La vidéo a été retirée de YouTube à la demande de la banque La Caixa, qui a invoqué une violation du droit d'auteur en raison de l'utilisation d'images de l'une de ses succursales.
De 2001 à 2011, Simona Levi a dirigé le Festival des arts appliqués et du spectacle InnMotion, qui se tient au Centre culturel contemporain de Barcelone (CCCB). De 2008 à 2013, elle a dirigé la production scénique des oXcars.

### Après 2010
Elle est scénariste et metteur en scène de la pièce de théâtre Hazte Banquero - Tarjetas Black : todo lo que quisieron ocultarte (Devenez banquier : cartes noires, tout ce qu'ils voulaient vous cacher), un documentaire qui se penche sur l'affaire de corruption des "cartes de crédit noires " et révèle le modus operandi de la haute direction de la banque Caja Madrid à travers une sélection de 447 courriels envoyés à et par le président de la banque Miguel Blesa. L'œuvre a été créée en juillet 2016 au théâtre Poliorama de Barcelone, dans le cadre du Festival Grec de la ville, et a également été jouée dans plusieurs salles, notamment au théâtre Fernán Gómez de Madrid et au théâtre Rosalía de Castro de La Corogne. Après avoir vu le spectacle à Madrid, le lanceur d'alerte de HSBC Hervé Falciani a déclaré qu'il pouvait « voir l'avenir » dans cette dramatisation des données.
En 2018, elle a mis en scène la pièce Advanced Realities 2, dont la première a eu lieu au Festival Grec de Barcelone. 

## Activisme
Simona Levi est l'une des fondatrices d'eXgae (aujourd'hui Xnet), une association à but non lucratif créée en 2008 qui explore des modèles alternatifs pour la diffusion culturelle, le droit d'auteur et la démocratie à l'ère numérique. Depuis 2008, Xnet, avec le soutien de Conservas, organise chaque année les oXcars, une cérémonie de remise de prix non compétitive, qui met en lumière des projets créés dans différentes disciplines artistiques sur la base du paradigme de la culture libre.
En tant que membre de Xnet, elle est directrice de la mise en scène des oXcars et coordonne également le FCForum, une arène internationale dans laquelle des organisations et des experts du domaine de la connaissance et de la culture libre/libre travaillent à la création d'un cadre stratégique mondial d'action et de coordination. Elle est également membre fondateur de Red Sostenible (Sustainable Network), une plateforme citoyenne créée en janvier 2010 pour lutter contre l'introduction de la législation anti-téléchargement connue sous le nom de « loi Sinde » en Espagne, et pour défendre les droits de l'internet.
En 2010, elle a comparu devant la sous-commission parlementaire espagnole sur la réforme du droit de la propriété intellectuelle pour défendre les propositions contenues dans la Charte pour l'innovation, la créativité et l'accès à la connaissance, un document qui a été rédigé collectivement par les participants du FCForum. Dans sa présentation, elle a donné un aperçu de certaines des omissions de la législation et a proposé des solutions possibles incluses dans la Charte, telles que l'abolition de la redevance espagnole pour copie privée ou « canon numérique » et la nécessité de réformer les sociétés de gestion collective des droits d'auteur qui, a-t-elle souligné, « entravent la libre circulation des connaissances et la durabilité des auteurs ». 
Simona Levi est membre du mouvement 15M en Espagne et fondatrice du groupe 15MpaRato, qui a intenté une action en justice contre le banquier et ancien directeur général du FMI Rodrigo Rato, action qui a lancé le procès Bankia en Espagne après qu'une source anonyme ait utilisé la boîte aux lettres anticorruption Xnet pour donner accès au domaine web http://correosdeblesa.com avec plus de 8 000 courriels provenant de la boîte de réception de Miguel Blesa, président de Caja Madrid de 1996 à 2009. Ceux-ci révélaient, pour la première fois, l'existence des « Black Cards » (cartes de crédit d'entreprise exonérées d'impôts pour les associés de Caja Madrid-Bankia), comment la banque a acheté et vendu la City National Bank of Florida, et comment les clients de la banque ont été escroqués par le système des actions privilégiées. En juin 2015, Xnet a publié une sélection des courriels de Blesa par le biais de quatre médias en ligne. La Cour nationale espagnole a admis l'affaire et a accusé Rodrigo Rato et l'ancien conseil d'administration de fraude, de falsification de comptes afin d'attirer des investissements et de gestion inappropriée, entre autres délits,.
Simona Levi est membre du Grupo Ciudadano contra la Corrupción (Groupe de citoyens contre la corruption), un réseau qui travaille aux niveaux catalan et espagnol pour renforcer les initiatives déjà existantes visant à protéger les lanceurs d'alerte, à les coordonner et à faciliter l'échange d'informations entre eux. 
En 2015-2016, en tant que membre du conseil consultatif du bureau de la transparence et des bonnes pratiques de la mairie de Barcelone, elle a initié et travaillé à l'installation de la boîte éthique et de bonne gouvernance, une boîte à plaintes grâce à laquelle les citoyens peuvent signaler la corruption et d'autres pratiques préjudiciables à la bonne gouvernance de la ville de Barcelone. Cette boîte aux lettres, similaire à celle déjà produite par Xnet, est la première boîte de ce type à être promue par un gouvernement (dans ce cas, celui de la ville de Barcelone). Une fois la boîte aux lettres présentée en public, Levi a annoncé sa démission du conseil consultatif. Elle conseille plusieurs institutions telles que le gouvernement espagnol, le gouvernement de Catalogne et le conseil municipal de Barcelone.
Elle participe en tant qu'oratrice et experte à des événements nationaux et internationaux, où elle parle du projet Xnet, et de l'état de la culture libre, des droits numériques et de la technopolitique. Parmi ces événements, citons le Forum ministériel pour l'Europe créative (République tchèque), la Transmediale (Berlin), les Économies des biens communs (Amsterdam) et le séminaire "Droit de l'économie durable et Internet" organisé par la Faculté d'ingénierie technique des télécommunications de l'Université technique de Madrid. En tant que représentante du FCForum, elle est lobbyiste auprès de la Commission européenne. Elle a fourni des conseils d'experts sur l'innovation démocratique et les droits numériques à des institutions telles que le secrétaire d'État espagnol à la numérisation et à l'intelligence artificielle et la direction de la société numérique du gouvernement de Catalogne, ainsi qu'à des associations de citoyens. 

## Carrière politique
Levi est l'une des fondatrices du Parti X, un parti politique espagnol issu du mouvement 15-M (mouvement des Indignés) et fondé le 17 décembre 2012. Elle était deuxième sur le bulletin de vote du Parti X pour les élections du Parlement européen de 2014, après le premier candidat du parti, Hervé Falciani.

## Publications
- (es) Cultura libre digital. Nociones básicas para defender lo que es de todxs, Barcelone, Icaria, 2012, 126 p.  (ISBN 9788498884623).
- avec Arnau Monterde, Javier Toret, Alcazan, Take the Square et SuNotissima : (es) Tecnopolítica, internet y r-evoluciones - Sobre la centralidad de redes digitales en el #15M, Barcelone, Icaria, 2012, 102 p.  (ISBN 9788498884463).
- avec Sergio Salgado : (es) Votar y cobrar. La impunidad como forma de gobierno, Madrid, Capitan Swing, 2017, 164 p.  (ISBN 9788494645266).
- avec Sofía García : (es) #FakeYou, Fake news y desinformación - Gobiernos, partidos políticos, mass media, corporaciones, grandes fortunas: monopolios de la manipulación informativa y recortes de la libertad de expresión, Barcelone, Rayo Verde, 2019  (ISBN 1713568527).